# 首尔外国语高等学校
首尔外国语高等学校（：／，原名慰礼外国語高等學校）是韩国的一所外国语高等學校，位于首尔特别市道峰区仓四洞35。

## 學科
- 英語
- 德語
- 華語
- 法語
- 日語

## 校史
- 1978年4月28日 李振煥設立学校法人千戶学園。
- 1993年10月5日 慰礼外国語高等學校獲准設立。
- 1994年2月28日 校舍竣工，舉辦開學典禮。
- 1994年8月24日 改為現名。
- 1997年2月13日 首次畢業典禮。
- 2005年11月23日 理事長李周憲設立学校法人青塾学園。

## 交通
韓國鐵道公社京元線（首都圈電鐵1號線）鹿川站並徒步行走五分鐘。